# Sprzedawca broni
Sprzedawca broni (tytuł oryginału: The Gun Seller) – wydana w 1996 debiutancka powieść sensacyjna, której autorem jest aktor Hugh Laurie. Na język polski książkę przełożył Jacek Konieczny.

## Fabuła
Podczas wycieczki do Amsterdamu Thomas Lang dostaje propozycję zabójstwa Amerykanina, której nie przyjmuje. Po wielu przemyśleniach postanawia uprzedzić swoją niedoszłą ofiarę – Woolfa. Ciąg nieprzypadkowych zdarzeń uzależnia go od Woolfa i jego córki – Sary. Ich celem jest uniknięcie amerykańskiego planu ataku terrorystycznego, który miałby zmusić rząd do kupienia nowoczesnych helikopterów (projekt Absolwent). Thomas przez cały czas wmawia sobie, że nic nie czuje do dziewczyny, lecz gotowy jest zrobić dla niej wszystko. W pewnym momencie mężczyźni trafiają w pułapkę, Woolf zostaje zabity. Ranny Lang próbuje odnaleźć Sarę, pomoc w poszukiwaniach oferuje Ronnie – jej koleżanka z pracy. Thomas udaje się do ambasadora USA w Wielkiej Brytanii i uświadamia sobie, jak zawiła i tajemnicza jest to sprawa. W ostateczności zostaje zmuszony do przygotowania tego ataku, inaczej Sara zginie.

## Postacie
- Thomas Lang – 36-letni były żołnierz. Jego ojciec zmarł, gdy był nastolatkiem, a matka 4 lata przed rozpoczęciem akcji powieści. Kocha motocykle i whisky. Określa się jako „wolny strzelec”. Jest arogancki i złośliwy. Ma specyficzne, drażniące poczucie humoru. Dobrze zna się na broni. Jego wysoki poziom inteligencji sprawia, że pomysłami i przemyśleniami zaskakuje nie tylko społeczeństwo, ale i siebie samego. Nigdy nic nie planuje, wszystko, co robi, jest spontaniczne. Nie martwi go pusta lodówka czy bałagan w domu. Ma wiele fałszywych nazwisk (Fincham, Balfour, Durrell);
- Paul „Paulie” Lee – znajomy Langa, prawnik. Niski, pulchny, ma puszyste włosy. To za sprawą jego szefa Lang został wkręcony w Projekt Absolwent;
- David Solomon – przyjaciel Langa, policjant;
- Aleksander Woolf – przedsiębiorca, który jako pierwszy odkrył, czemu ma służyć projekt Absolwent;
- Sara Woolf – córka Woolfa. Podoba się Langowi;
- Dick O’Neal;
- Ronnie Crichton;
- Russel P. Barnes;
- Naimh Morderstone – główny sponsor prototypu śmigłowca Absolwent i grupy Miecz Sprawiedliwości;
- Francisco – przywódca terrorystycznej grupy Miecz Sprawiedliwości. Urodzony w Wenezueli jako piąte z ośmiorga rodzeństwa. W dzieciństwie przeszedł podobno chorobę Heinego-Medina;
- Latifa;
- Bernhard;
- Benjamin – terrorysta. On jako pierwszy podejrzewał Langa o zdradę. Nazwał go „Pieprzonym sukinsynem”;
- Cyrus;
- Hugo.

## Budowa
Książka podzielona jest na 2 części, pierwsza zawiera 16 a druga 10 rozdziałów - łącznie 26. Każdy z rozdziałów poprzedza cytat z książek, psalmu 146, wypowiedzi itd. Wykorzystano słowa: Patricka Shaw-Stewarta, Marcela Prousta, Johna Owena, Wergiliusza, Johna Seldena, Waltera Scotta, Jamesa Howella, Charlesa Dibdina, Roberta Browninga, Geoffreya Chaucera, Oscara Wilde’a, George’a Bernarda Shaw, Thomasa Moore’a, Neville’a Chamberlaina, Edwarda Younga, Johna McEnroe, Williama Shakespeare’a, Petera Sissonsa, O. Henry’ego, Micka Jaggera, Kennetha Grahame’a, Rudyarda Kiplinga, Henry’ego Kinga, Valerie Singleton, L. Arthura Rose oraz Douglasa Furbera.